# Neobarrettia
Neobarrettia is een geslacht van rechtvleugeligen uit de familie sabelsprinkhanen (Tettigoniidae). De wetenschappelijke naam van dit geslacht is voor het eerst geldig gepubliceerd in 1901 door Rehn.

## Soorten
Het geslacht Neobarrettia omvat de volgende soorten:
- Neobarrettia bambalio Cohn, 1965
- Neobarrettia cremnobates Cohn, 1965
- Neobarrettia hakippah Cohn, 1965
- Neobarrettia imperfecta Rehn, 1900
- Neobarrettia pulchella Tinkham, 1944
- Neobarrettia sinaloae Rehn & Hebard, 1920
- Neobarrettia spinosa Caudell, 1907
- Neobarrettia vannifera Cohn, 1965
- Neobarrettia victoriae Caudell, 1907